# 錫爾弗希爾 (喬治亞州查爾頓縣)
錫爾弗希爾（英語：Silver Hill）是位於美國喬治亞州查爾頓縣的一個非建制地區。該地的面積和人口皆未知。

## 地理
錫爾弗希爾的座標為30°50′37″N 82°07′34″W / 30.84361°N 82.12611°W，而該地的平均海拔高度為44米（即144英尺）。